# Sarisophora agorastis
Sarisophora agorastis är en fjärilsart som beskrevs av Edward Meyrick 1931. Sarisophora agorastis ingår i släktet Sarisophora och familjen Lecithoceridae. Inga underarter finns listade i Catalogue of Life.